# Peter Cashin
Peter John Cashin (ur. 8 marca 1890, zm. 21 maja 1977) – polityk kanadyjski wywodzący się z Nowej Fundlandii. 

## Życiorys
Cashin urodził się na Nowej Fundlandii i tam otrzymał wykształcenie na poziomie średnim. W 1908 rozpoczął pracę w rodzinnym przedsiębiorstwie zajmującym się sprzedażą sprzętu rybackiego. W 1911 przeniósł się do zachodniej Kanady gdzie mieszkał i pracował do 1916. W tym roku powrócił w rodzinne strony by jako ochotnik zaciągnąć się do miejscowego pułku i wraz z nim udał się do Europy na wojnę. Szybko awansował do stopnia porucznika. W czerwcu 1916 został ranny. Po rekonwalescencji, która przeszedł w Anglii nie powrócił do macierzystego pułku, lecz został wysłany na front w korpusie karabinów maszynowych – British Mashine Gun Corps. Brał udział w kampaniach na froncie zachodnim i dosłużył się stopnia majora. W 1918 został zdemobilizowany i powrócił do rodzinnego kraju by ponownie zaangażować się w rodzinne przedsiębiorstwo.
W 1923 po raz pierwszy został wybrany do zgromadzenia legislacyjnego z listy progresywnych liberałów. Szybko jednak popadł w konflikt z własna partia wobec sporów wokół taryf celnych. W 1928 ponownie wybrany, lecz już z listy partii liberalnej. Powołany do radu objął ministerstwo finansów. W 1932 podał się do dymisji w związku z rozległa afera korupcyjna w swym ministerstwie. Wystartował w kolejnych wyborach, lecz nie zyskał odpowiedniego poparcia u wyborców. Ostatecznie zdecydował się wycofać z polityki i wyemigrował do Kanady i osiadł w Montrealu. Na wyspę powrócił w 1942 i rozpoczął krytykę brytyjskich rządów komisarycznych. W 1946, gdy Brytyjczycy zdecydowali zakończyć swój nadzór nad zbankrutowaną kolonią, Cashin został wybrany do Konwencji Narodowej z listy zwolenników powrotu do statusu samodzielnego dominium. Był jednym z najbardziej zażartych krytyków przystąpienia do Konfederacji Kanady. Jako przeciwnik Josepha Smallwooda stał się na równi z nim, czołową postacią tych burzliwych lat w historii wyspy. W czasie referendum przewodził ligą na rzecz rządu przedstawicielskiego The Responsible Government League. Po przegranym dla anty konfederatów referendum wziął udział w wyborach prowincjonalnych jako niezależny kandydat, lecz wkrótce dołączył do kluby konserwatystów, a w 1951 został liderem Konserwatywnej Partii Nowej Fundlandii. W 1953 zrezygnował z przewodnictwa i jeszcze raz próbował szczęścia w wyborach jako kandydat niezależny. Po przegranych wyborach w 1953 zdecydował się na wycofać z czynnej polityki, zaakceptował jednak prestiżową funkcje szefa prowincjonalnej obrony cywilnej. W 1965 zrezygnował także i z tej funkcji i przeszedł na emeryturę. U schyłku życia rozpoczął spisywanie wspomnień, których jednak nigdy nie ukończył. Zmarł w 1977.